# George Alfred Henty

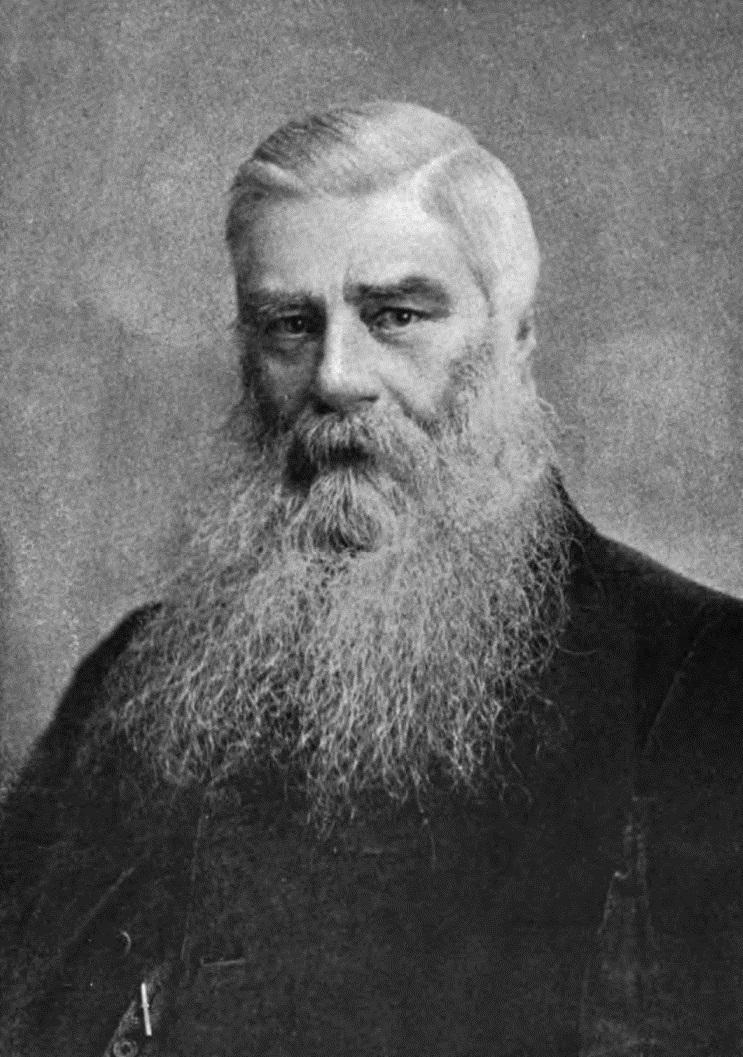
George Alfred Henty

George Alfred Henty (* 8. Dezember 1832 in Trumpington, Cambridgeshire; † 16. November 1902 in Weymouth, Dorset) war ein englischer Schriftsteller und Kriegsberichterstatter. Er wird gelegentlich auch mit G. A. Henty zitiert.

## Leben und Wirken
Henty war der Sohn des Börsenmaklers James Henty (1799–1872) und dessen Ehefrau Mary Bovill (1808–1887). Er war das zweite von vier Kindern und war während seiner Kindheit immer wieder für längere Zeit krank und wurde während dieser Zeit zum begeisterten Leser. Seine Schulzeit absolvierte er in der Westminster School (City of Westminster) und studierte anschließend am Gonville and Caius College der University of Cambridge.
Als 1853 der Krimkrieg ausbrach, brach Henty sein Studium ab und bekam eine Anstellung beim Army Hospital Commissariat. Er wurde an die Krim entsandt, um über die „Arbeitsbedingungen“ der britischen Soldaten zu berichten. Seine privaten Briefe nach Hause verkaufte sein Vater an den Morning Advertiser, der diese nicht nur veröffentlichte, sondern Henty auch einen lukrativen Vertrag als Kriegsberichterstatter anbot.
Am 1. Juli 1857 heiratete Henty in London Elizabeth Finucane († 1865 an Tbc) und hatte mit ihr vier Kinder: Maud Elizabeth, Ethel Mary, James und Charles Gerald. 1859 verließ Henty die Armee und begann für den Evening Standard zu schreiben. Er berichtete vom Deutschen Krieg, wo er u. a. die Möglichkeit hatte, Giuseppe Garibaldi kennenzulernen. Er begleitete die Armee während einer Strafexpedition ins Kaiserreich Abessinien und berichtete von der Front des Deutsch-Französischen Kriegs. Seine Erlebnisse als Begleiter englischer Truppen im Aschantireich fanden dieselbe begeisterte Leserschaft wie seine Berichte aus dem Russisch-Osmanischen Krieg.
Neben seinem Brotberuf begann er parallel, literarische Werke zu verfassen. 1868 konnte er mit dem Roman „Out on the Pampas“ erfolgreich als Jugendbuchautor debütieren. Durch seinen Erfolg ermutigt, gab Henty mit der Zeit seine Reisen auf und veröffentlichte dann bis an sein Lebensende über hundert Werke.
George Alfred Henty starb am 16. November 1902 auf seiner Yacht „The Egret“ im Hafen von Weymouth und fand seine letzte Ruhestätte auf dem Brompton Cemetery, London.

## Werke (Auswahl)
Kurzgeschichten
- Tales of Daring and Danger. Five short stories. Blackie Books, London 1890.[1]
- Yarns on the beach. a bundle of tales. Blackie Books, London 1886.[2]
- Gallant deeds. Five short stories. Chambers, London 1905.[3]

Romane
- The lion of St Mark. A story of Venice in the 14th century.
  - deutsch: Der Löwe von St. Markus. Erzählung aus Venedigs Vergangenheit. Verlag Meidinger, Berlin 1921.
- Condemned as a Nihilist. A story of Escape from Siberia.
  - deutsch: Eine Flucht aus Sibirien oder Verurteilt als Nihilist. Erzählung auf Grund wahrer Begebenheiten im Reiche des Zaren. Costenoble, Jena 1914.
- Through the Sikh War. A tale of the conquestof the Punjab.
  - deutsch: Aus Tagen der Gefahr. Eine Erzählung aus dem indischen Aufstande. Costenoble, Jena 1914.
- In the heart of the Rockies. A story of adventure in Colorado.
  - deutsch: Im Herzen des Felsengebirges. Abenteuer im wilden Westen Nordamerikas. Costenoble, Jena 1914.
- With Frederick the Great. A tale of the Seven Years War.
  - deutsch: Unter den Fahnen Friedrichs des Grossen. Eine Erzählung aus dem siebenjährigen Krieg. Costenoble, Jena 1914.
- By right of conquest. With Cortez in Mexico.
  - deutsch: Mit Cortez in Mexiko. Eines Schiffbrüchigen Abenteuer im Aztekenlande. Costenoble, Jena 1915.
- A roving commission or through the black insurrection at Hayti.
  - deutsch: In westindischen Gewässern. Erzählung aus der Zeit des Negeraufstandes von Haiti. Costenoble, Jena 1915.
- True to the old flag. A tale of the American War of Independence.
  - deutsch: Mit General Lee in Virginia. Hethke, Schönau 1999 (EA Jena 1915)